# Catocala mariana
Catocala mariana là một loài bướm đêm thuộc họ Erebidae. Nó được tìm thấy ở Bồ Đào Nha và Tây Ban Nha.